# Campoletis sonorensis
Campoletis sonorensis är en stekelart som först beskrevs av Cameron 1886.  Campoletis sonorensis ingår i släktet Campoletis och familjen brokparasitsteklar. Inga underarter finns listade.